# Miško Eveno

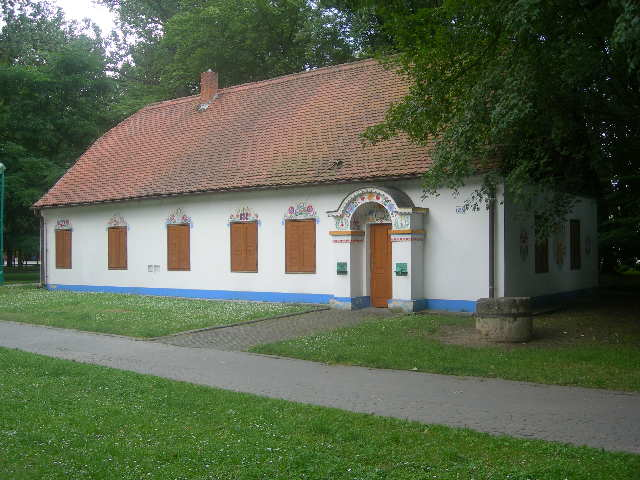
Slovácká búda v Uherském Hradišti – postavena u příležitosti výstavy Slovácko 1937, po povodních roku 1997 vyzdobena Miškem Evenem

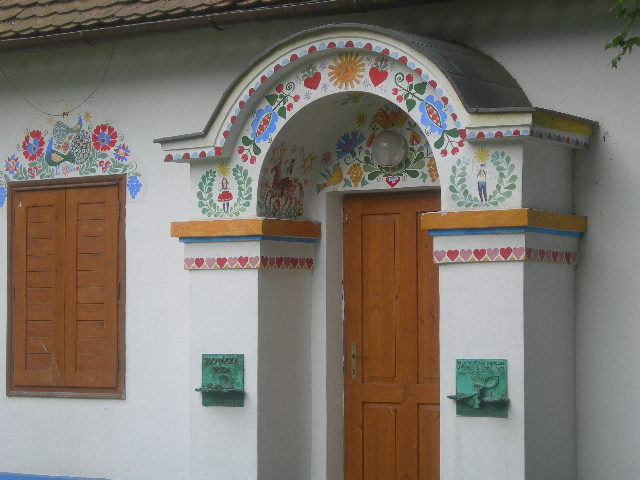
Slovácká búda v Uherském Hradišti – detail žudra zdobeného ornamentem

Miško Eveno, vlastním jménem Lucien Jules Maurice Eveno, užívající také jméno Moarch – bretonskou variantu jména Maurice, (7. listopadu 1934 Vannes, Bretaň – 15. června 2014 Kroměříž) byl malíř francouzského původu, působící významnou část svého života na Slovácku.

## Život
Miško Eveno byl původní profesí elektrikář, v průběhu života pracoval v různých dělnických povoláních. S výjimkou kursů malování na keramiku, jímž se po nějakou dobu i živil, nenavštěvoval Eveno žádnou uměleckou školu; jako malíř a grafik byl samoukem. Svou první výstavu měl v roce 1958.
Do tehdejšího Československa poprvé zavítal v roce 1985 s delegací výtvarníků z města Rennes; následně připravil několik výstav ve spolupráci se Zdeňkem Fuchsou. V roce 1992 se přestěhoval na Slovácko, kde působil až do své smrti a kde přijal přízvisko Miško. Během svého působení vytvářel především díla s folklorní tematikou, často však místo zachycování existujících motivů vytvářel nové kroje či symboly. Mimo jiné se zabýval malováním žuder, k jeho významným pracím patřila výzdoba Slovácké búdy v Uherském Hradišti po povodních roku 1997.